# USS Thomas G. Kelley (DDG-140)
«Томас Дж. Келлі» (англ. USS Thomas G. Kelley (DDG-140) - ескадрений міноносець КРО типу «Арлі Берк» ВМС США, серії III. 

## Історія створення
Ескадрений міноносець «Томас Дж. Келлі» був замовлений 1 серпня 2023 року. Це 91-й корабель даного типу.
Свою назву отримав на честь морського офіцера Томаса Ганнінга Келлі, нагородженого Медаллю Пошани за участь у війні у В'єтнамі.